# Pollia
"Pollia", coloquialmente chamado de baga de mármore, é uma perene erva com estoloníferas caules e brilhantes, bagas azuis metálicos encontrados em regiões florestais da África. As bagas são de interesse particular, pois a sua coloração azul mais intensa é a de qualquer material biológico conhecido. A coloração é um resultado dos efeitos da reflexão de Bragg causadas por helicoidalmente empilhados celulose microfibrilas. As variações na espessura das pilhas faz com que o fruto para aparecer ligeiramente pixelizada.